# Saint-Julien-lès-Metz
 Saint-Julien-lès-Metz  es una población y comuna francesa, en la región de Lorena, departamento de Mosela, en el distrito de Metz-Campagne y cantón de Montigny-lès-Metz.

## Demografía
| 2719 | 2678 | 2667 | 2990 | 2971 | 3134 |
| Para los censos de 1962 a 1999 la población legal corresponde a la población sin duplicidades (Fuente: INSEE [Consultar]) |      |      |      |      |      |